# Katarzyna Sielicka

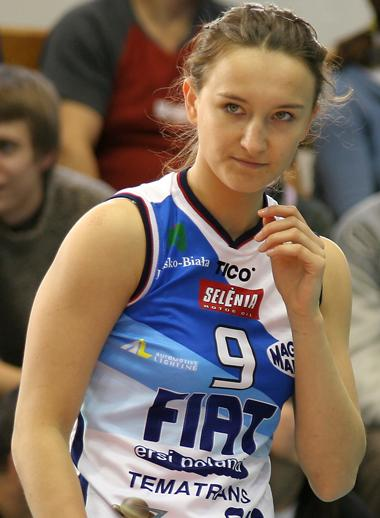
Katarzyna Jaszewska (Sielicka) zawodniczką BKS Aluprofu Bielsko-Biała w sezonie 2007/2008

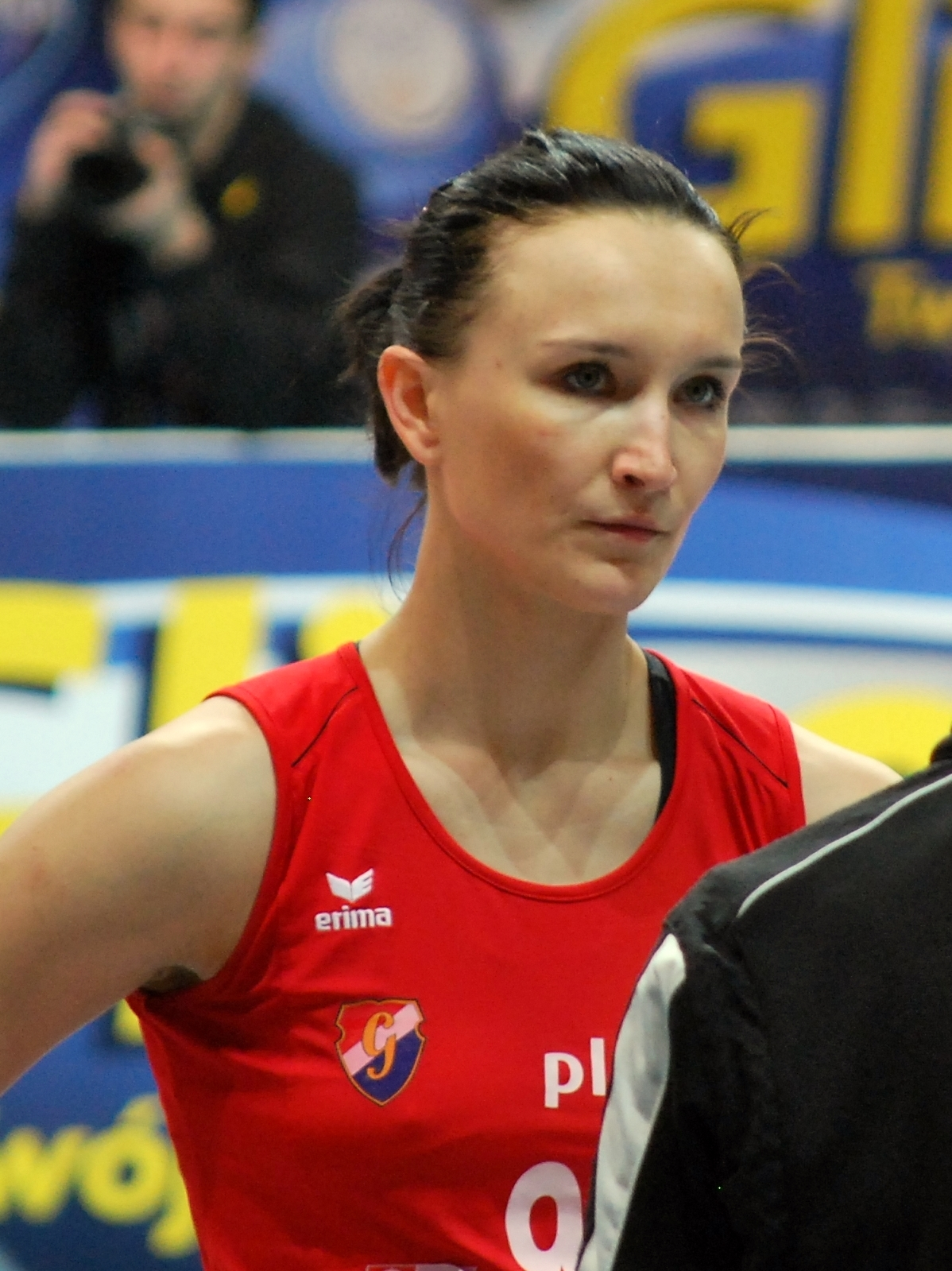
Katarzyna Jaszewska (Sielicka) zawodniczką Impel Gwardii Wrocław w sezonie 2010/2011

Katarzyna Sielicka znana też jako Jaszewska (ur. 6 grudnia 1981 roku w Łodzi) – polska siatkarka, grająca na pozycji przyjmującej, reprezentantka kraju.
Ukończyła filologię polską na Uniwersytecie im. Adama Mickiewicza w Poznaniu.
Pochodzi z rodziny ze sportowymi tradycjami. Jej matka, Iwona Sielicka była mistrzynią Polski i reprezentantką Polski w siatkówce. Mężem Katarzyny był Michał Jaszewski – siatkarz, który zdobył w swojej karierze m.in. mistrzostwo Polski z klubem Yawal Jurajska AZS Bank Częstochowa w 1999 roku. Mają córkę Kaję urodzoną 16 stycznia 2010 roku.
Była powoływana do kadry seniorek m.in. przez Andrzeja Niemczyka, ale z powodów zdrowotnych nie mogła zagrać w reprezentacji. Zadebiutowała w 2011 roku. Wzięła udział w mistrzostwach Europy w 2011 roku, gdzie Polki prowadzone przez Alojzego Świderka zajęły 5. miejsce.
Wystąpiła w 7 spotkaniach reprezentacji w roku 2011.

## Kariera siatkarska
| Kariera juniorska | Kariera juniorska            | Kariera juniorska | Kariera juniorska | Kariera juniorska | Kariera juniorska | Kariera juniorska | Kariera juniorska | Kariera juniorska | Kariera juniorska | Kariera juniorska |
| ----------------- | ---------------------------- | ----------------- | ----------------- | ----------------- | ----------------- | ----------------- | ----------------- | ----------------- | ----------------- | ----------------- |
| Lata              | Klub                         |                   |                   |                   |                   |                   |                   |                   |                   |                   |
| –1998             | ŁKS Łódź                     |                   |                   |                   |                   |                   |                   |                   |                   |                   |
| Kariera seniorska |                              |                   |                   |                   |                   |                   |                   |                   |                   |                   |
| Lata              | Klub                         |                   |                   |                   |                   |                   |                   |                   |                   |                   |
| 1998–2000         | Nike Węgrów                  |                   |                   |                   |                   |                   |                   |                   |                   |                   |
| 2000–2005         | SSK Calisia / Winiary Kalisz |                   |                   |                   |                   |                   |                   |                   |                   |                   |
| 2005–2008         | BKS Aluprof Bielsko-Biała    |                   |                   |                   |                   |                   |                   |                   |                   |                   |
| 2008–2009         | Budowlani Łódź               |                   |                   |                   |                   |                   |                   |                   |                   |                   |
| 2010–2013         | Impel Gwardia Wrocław        |                   |                   |                   |                   |                   |                   |                   |                   |                   |
| 2013–2018         | ŁKS Commercecon Łódź         |                   |                   |                   |                   |                   |                   |                   |                   |                   |

## Sukcesy klubowe
Mistrzostwo Polski:
- 2005[4]
- 2004, 2018
- 2001, 2003, 2007

Puchar Polski:
- 2006, 2010

Superpuchar Polski:
- 2006

Mistrzostwo I ligi:
- 2016
- 2015

## Sukcesy reprezentacyjne
Letnia Uniwersjada 
- 2005[6]